# Antarchaea cucullata
Antarchaea cucullata là một loài bướm đêm trong họ Noctuidae.